# La Mascotte
La Mascotte ("La mascota") és una opéra comique en tres actes amb música d'Edmond Audran i llibret en francès d'Alfred Duru i Henri Charles Chivot. És la història de Bettina, una noia camperola que creu que atreu la bona sort de qualsevol que la posseeixi, sempre que romangui verge.

## Representacions
Es va estrenar en el Théâtre des Bouffes-Parisiens de París el 29 de desembre de 1880. Va ser molt popular i es van donar fins a mil representacions en tan sols cinc anys. Es va reposar en el mateix Bouffes-Parisiens el 1883 i 1889 i es va produir en altres teatres parisencs fins als anys 1930 i de nou el 1944; es va fer una pel·lícula el 1935 amb Germaine Roger, Lucien Baroux, Lestelly i Dranem.